# Bulbul coronat d'Indonèsia
El bulbul coronat d'Indonèsia (Alophoixus tephrogenys) és una espècie d'ocell de la família dels picnonòtids (Pycnonotidae). Es troba a Brunei, Indonèsia i Malàisia, Myanmar i Tailàndia. Els seus hàbitats principals són els boscos tropicals i subtropicals de frondoses humits de les terres baixes, els boscos de pantà, les plantacions i les àrees forestals fortament degradades. El seu estat de conservació es considera vulnerable.